# Пелтола (Карелия)
Пе́лтола (фин. Peltola) — посёлок в составе Куркиёкского сельского поселения Лахденпохского района Республики Карелия.

## Общие сведения
Расположен на берегу безымянного ручья, правого притока реки Ихойоки. Рядом с посёлком проходит дорога местного значения 86К-107 («Подъезд к п. Терву»). Расстояние до районного центра Лахденпохья — 38 км.

## Население
| 2002 | 2009 | 2010 | 2013 |
| ---- | ---- | ---- | ---- |
| 16   | ↘13  | ↗14  | ↘12  |

## Улицы
В посёлке одна улица: Полевая.